# Neustadt an der Orla
Neustadt an der Orla é uma cidade da Alemanha localizada no distrito de Saale-Orla, estado da Turíngia.
A cidade de Neustadt an der Orla é a Erfüllende Gemeinde (português: municipalidade representante ou executante) dos municípios de Breitenhain, Kospoda, Linda bei Neustadt an der Orla e Stanau.